# 郭恆孝
郭恆孝（1989年3月23日—）為一名台灣棒球投手，於2015年季中選秀為統一7-ELEVEn獅隊以第八輪第30順位選進，以120萬簽約金為條件加盟，乃中華職棒史上少數職業生涯從日本獨立聯盟開始的球員。2016年起繼承隊上退役老將高建三的19號背號，期望也能當中繼王。2021年轉任當餵球投手。
於國中畢業後即帶著時速143公里的左腕赴日本求學，並曾二度參與日本職棒選秀會，然皆因各球團對其手肘傷勢有疑慮而皆告落選。無緣日本職棒殿堂的郭恆孝只好留日投身獨立聯盟，獲得新潟天鵝之皇隊的青睞，然後又因傷離隊返台，服義務役暫離棒球。原本考慮放棄棒球的郭恆孝，退伍後獲得崇越隼鷹棒球隊吳思賢總教練的幫忙重回棒球圈，並於2015年加入中華職棒。
球探報告指出其球速維持在138-146公里之間，滑球、變速球為常用的球種，然健康狀況為隱憂，控球亦須加強。原預期為先發輪值人選，然目前為止多以後援出賽。

## 經歷
- 台東縣台東市新生國小少棒隊
- 台東縣新生國中青少棒隊
- 福岡第一高等學校
- 福岡經濟大學
- 棒球挑戰聯盟新潟天鵝之皇（日语：新潟アルビレックス・ベースボール・クラブ）隊（2012年），獨立聯盟性質
- 崇越隼鷹棒球隊（2014年－2015年8月），期間全程參與爆米花夏季聯盟比賽
- 中華職棒統一7-ELEVEn獅（2015年8月12日－2020年）
- 中華職棒統一7-ELEVEn獅餵球投手（2021年－）

## 職棒生涯成績

### 日本獨立聯盟
- 0勝1敗自責分率1.23，僅投7.1局

### 中華職棒
| 年度 | 球隊           | 背號 | 出賽 | 先發 | 勝投 | 敗投 | 中繼 | 救援 | 完投 | 完封 | 四死 | 三振 | 責失 | 投球局數 | 自責分率 | 被上壘率 |
| ---- | -------------- | ---- | ---- | ---- | ---- | ---- | ---- | ---- | ---- | ---- | ---- | ---- | ---- | -------- | -------- | -------- |
| 2015 | 統一7-ELEVEn獅 | 54   | 3    | 1    | 0    | 1    | 0    | 0    | 0    | 0    | 6    | 2    | 9    | 5.0      | 16.20    | 3.40     |
| 2016 | 統一7-ELEVEn獅 | 19   | 39   | 0    | 2    | 3    | 4    | 0    | 0    | 0    | 27   | 30   | 29   | 44.1     | 5.89     | 1.98     |
| 2017 | 統一7-ELEVEn獅 | 19   | 5    | 0    | 0    | 0    | 0    | 0    | 0    | 0    | 5    | 1    | 5    | 3.1      | 13.50    | 2.40     |
| 2018 | 統一7-ELEVEn獅 | 21   | 3    | 0    | 0    | 0    | 1    | 0    | 0    | 0    | 0    | 0    | 0    | 1.2      | 0.00     | 0.00     |
| 2019 | 統一7-ELEVEn獅 | 21   | 7    | 0    | 0    | 0    | 0    | 0    | 0    | 0    | 5    | 1    | 7    | 7.0      | 9.00     | 2.14     |
| 2020 | 統一7-ELEVEn獅 | 21   | 6    | 0    | 0    | 0    | 1    | 0    | 0    | 0    | 4    | 3    | 6    | 2.2      | 20.25    | 3.75     |
| 合計 | 6年            | －   | 63   | 1    | 2    | 4    | 6    | 0    | 0    | 0    | 39   | 37   | 56   | 64.0     | 7.88     | 2.16     |

## 特殊事蹟
- 2016年3月31日，於新莊棒球場對戰義大犀牛隊的比賽中，雖因隊友失誤導致球隊被追平，然下半局因鄭鎧文的生涯首轟，且後續未再被追平而幸運取得職業生涯第一勝[4]。

## 外部連結
- 郭恆孝在台灣棒球維基館上的頁面（繁體中文）
- 球員資訊和成績在中華職棒官網（中文）